# Крильйон (мис)
45°54′00″ пн. ш. 142°05′00″ сх. д. / 45.9° пн. ш. 142.08333333333° сх. д.
Мис Крильйон (рос. мыс Крильон, яп. 西能登呂岬, Нісіноторо-місакі, дослівно — «мис Західний Ноторо», від айнського ноторо — «мис») — найпівденніша точка острова Сахаліну; територія Анівського міського округу Сахалінської області Російської Федерації. З півночі з'єднаний вузьким Крильйонським перешийком з Крильйонським півостровом, на заході омивається Японським морем, на сході — затокою Аніва Охотського моря. З півдня — протокою Лаперуза, що відокремлює острів Сахалін і Хоккайдо. Названий французьким мореплавцем Жаном-Франсуа де Лаперузом на честь французького воєначальника Луї-Бальбес де Крильйона.
На мисі збереглася стара російська сигнальна гармата. Працює метеостанція, розташована військова частина. У 1883 році був зведений маяк — дерев'яна башта висотою 8,5 м, яка у 1896 році була замінена маяком, збудованим із японської цегли. 
Береги високі, обривисті. Біля мису знаходяться скелястий острів Камінь Небезпеки. В гарну погоду з мису видно береги Японії (мис Соя), відстань до якої близько 43 км.